# Chachi (mandarinier)
Espèce
Citrus reticulata 'Chachi' est un type de mandarinier traditionnel chinois cultivé dans le Guangdong, district de Xinhui. L'écorce de Citrus reticulata 'Chachi' (albedo et flavedo) séchée constitue la matière première du chenpi du Guandong (Pericarpium Citri Reticulatae Chachiensis) mot synonyme, qui est un condiment et un médicament de l'ethnomédecine chinoise.  
Citrus reticulata 'Chachi' fait l'objet de nombreuses publications académiques chinoises (82 mentions de 2021 à juin 2025 dans Google scholar). 

## Dénomination
Selon Pharmacopoeia Chinoise (2020) C. reticulata 'Chachi' est le principal cultivar de mandarinier cultivé à Xinhui pour la richesse de son péricarpe en polymétoxyflavonoïdes (PMFs). Dans le  Guangdong 茶枝柑 (Chá zhī gān) Citrus reticulata 'Chachi' produit les fruits dont la peau séchée est le  广陈皮是广东新会 (Guangdong Xinhui Chenpi) qui bénéficie d'un Indication Géographique Nationale chinoise et d'une forte notoriété. Également nommée 新会柑 (Shin Kai gān) mandarine Shinkai. Les sources académiques donnent pour synonymes la variété de mandarine 'Chachi' et le chenpi qui en est issu.
En effet, C. reticulata 'Chachi' n'est pas ni espèce admise, ni un cultivar décrit et les travaux publiés (2021) en vue de démontrer sa singularité traitent uniquement de la singularité de la composition de son écorce, le Guangdong chenpi, en flavones polyméthoxylées (spécialement la tangéritine et de la sinensétine).

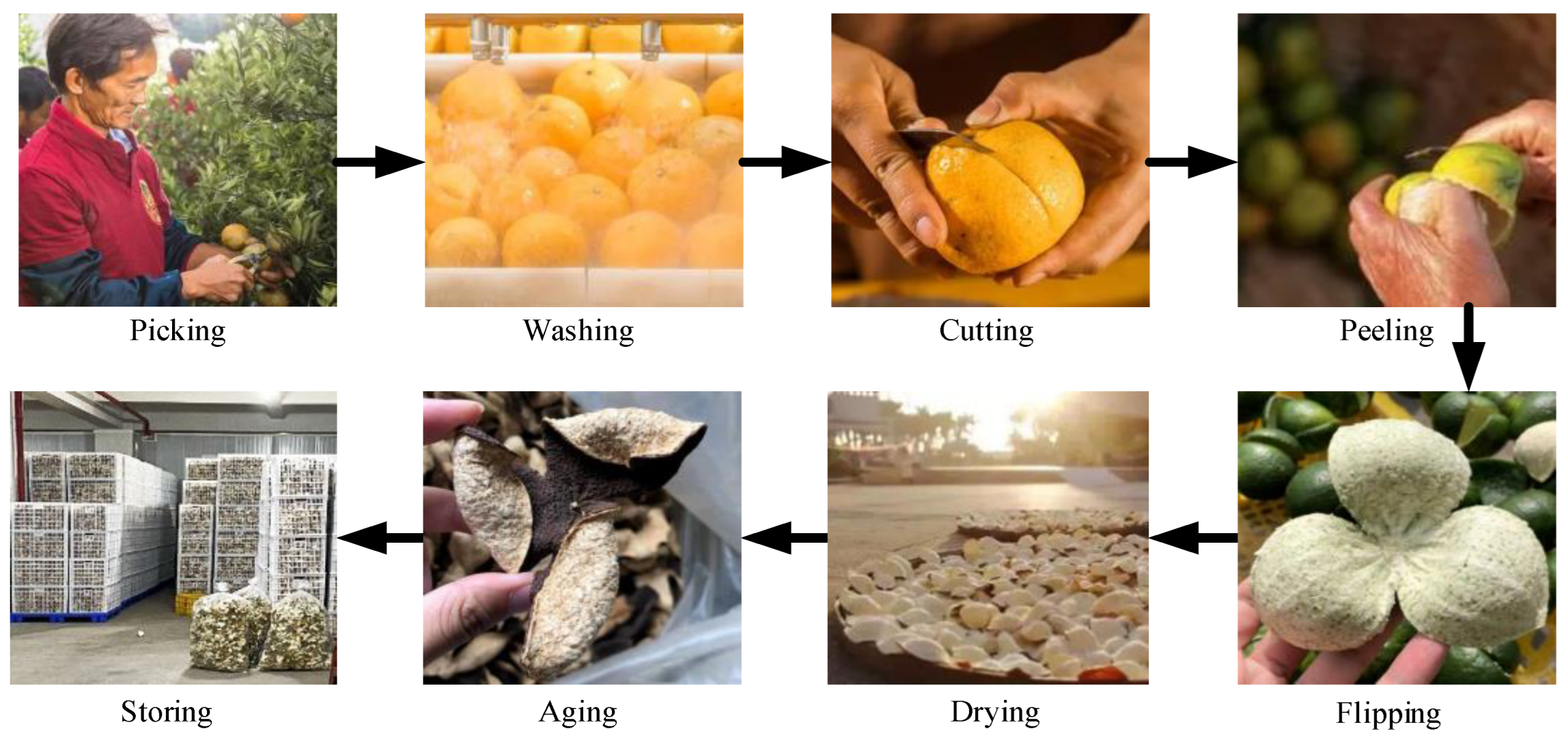
Préparation et séchage traditionnel du chachi

L'orthographe mandarinier 'Khasi' se rencontre en Inde.

## Histoire
Ce serait Mme Mi, épouse de l'empereur Xiaozong de la dynastie des Song du Sud qui aurait guéri l'impératrice douairière Yang d'une maladie du sein avec l'écorce de mandarine Xinhui. Zhang Lu dans son manuel de médecine (dynastie Qing) écrit «l'écorce de mandarine est amère, piquante et chaude, non toxique. Elle est produite à Xinhui, dans l'est du Guangdong, et plus elle est vieille, mieux c'est. »
En 2009, la technique de séchage des écorces de mandarine Xinhui est inscrite sur la liste du Patrimoine culturel immatériel de la province du Guangdong. En 2016, elle figure dans premiers matériaux médicinaux de Lingnan protégés par le Règlement sur la protection de la médecine traditionnelle chinoise de Lingnan de la province du Guangdong. En 2021, la technique de transformation des écorces de mandarine séchées Xinhui est sélectionnée comme représentative du patrimoine culturel immatériel national chinois.

## Source promue de métabolites flavonoïdes

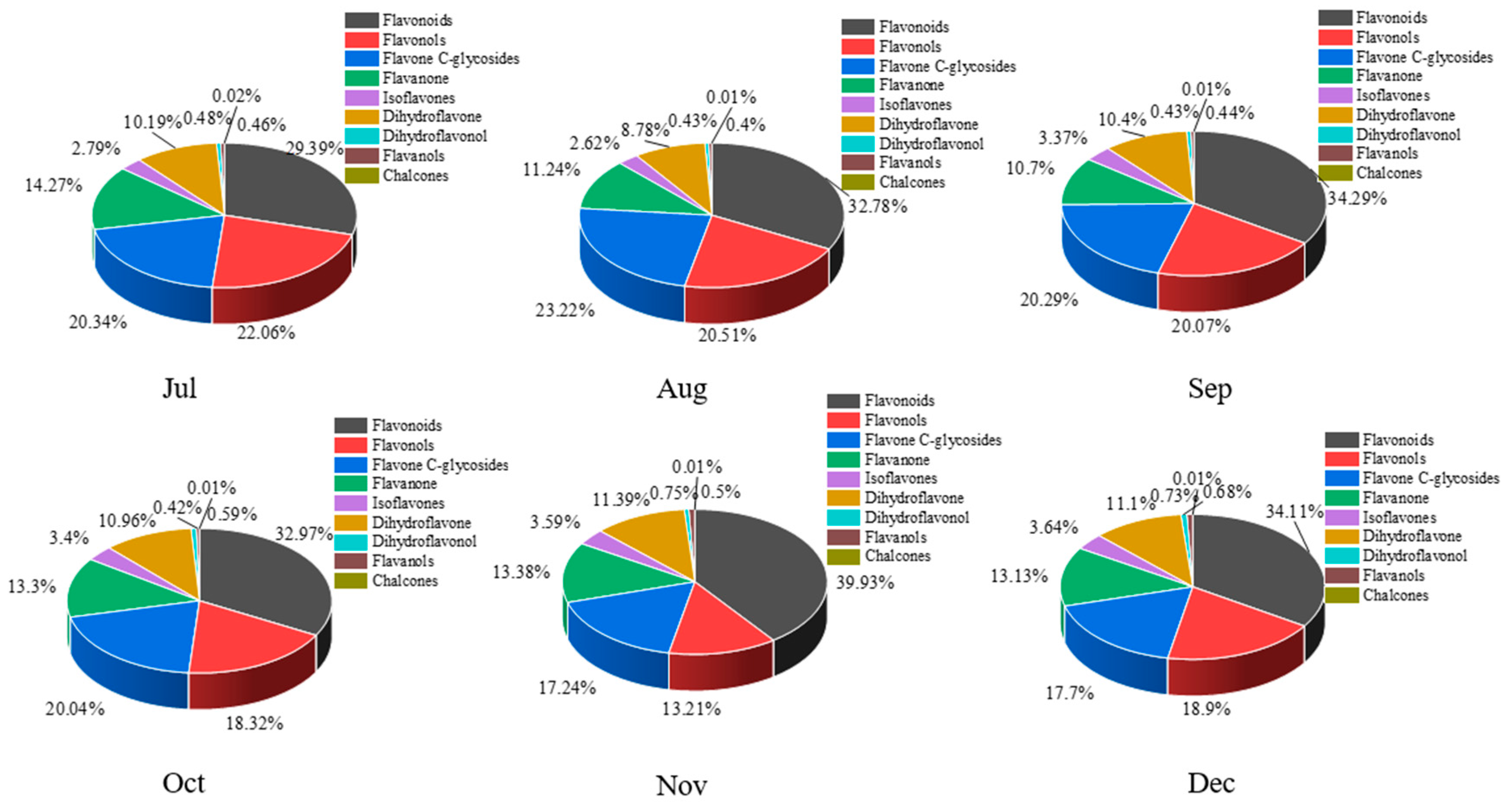
Métabolites flavonoïdes du Chachi de juillet à décembre

168 métabolites de flavonoïdes ont été identifiées (2023) dans le chenpi de l'écorce de Citrus reticulata 'Chachi': 61 flavones, 54 flavonols, 14 C-glycosides de flavones, 14 dihydroflavones, 9 flavanones, 8 isoflavones, 3 flavanols, 3 dihydroflavonols et 2 chalcones.  En 2024, une nouvelle analyse révèle que 409 métabolites de flavonoïdes (83,3 % du total identifié) sont fortement concentrés au début du développement du fruit, les auteurs confirment une réduction significative des niveaux d'expression des gènes de la voie de biosynthèse des flavonoïdes au cours du développement du fruit. En 2025 1276 métabolites sont identifiés dans les écorces de fruits de Citrus reticulata 'Chachi', les gènes qui participent à la biosynthèse des flavonoïdes sont décrits et CrMYB15 est le régulateur de l'accumulation de flavonoïdes.

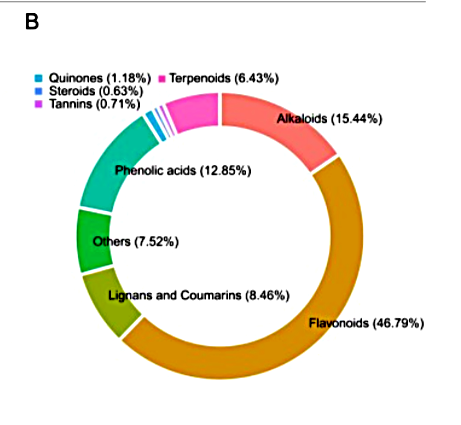
Proportion des métabolites du péricarpe de Chachi

L'activité antioxydante du péricarpe mur et sec de Citrus reticulata 'Chachi' récolté en août est la plus élevée, la teneur en nobilétine, tangérétine et 3,3′,4′,5,6,7,8-heptaméthoxyflavone est la plus forte de juillet à septembre. Le porte-greffe influence la teneur en flavonoïde, Poncirus trifoliata donne des écorces de fruits avec une teneur totale en flavonoïdes significativement plus élevée.

### Maturité du fruit lors de la récolte
Au cours du murissement du fruit de juillet à décembre, les teneurs en isoflavones, dihydroflavones et dihydroflavonols augmentent progressivement et celles en flavanols diminuent. L'optimum en C-glycosides flavonoïdes est en août. Les auteurs notent «le profil unique des métabolites flavonoïdes dans les échantillons prélevés en juillet, distinctif et associé aux premiers stades de développement des fruits».

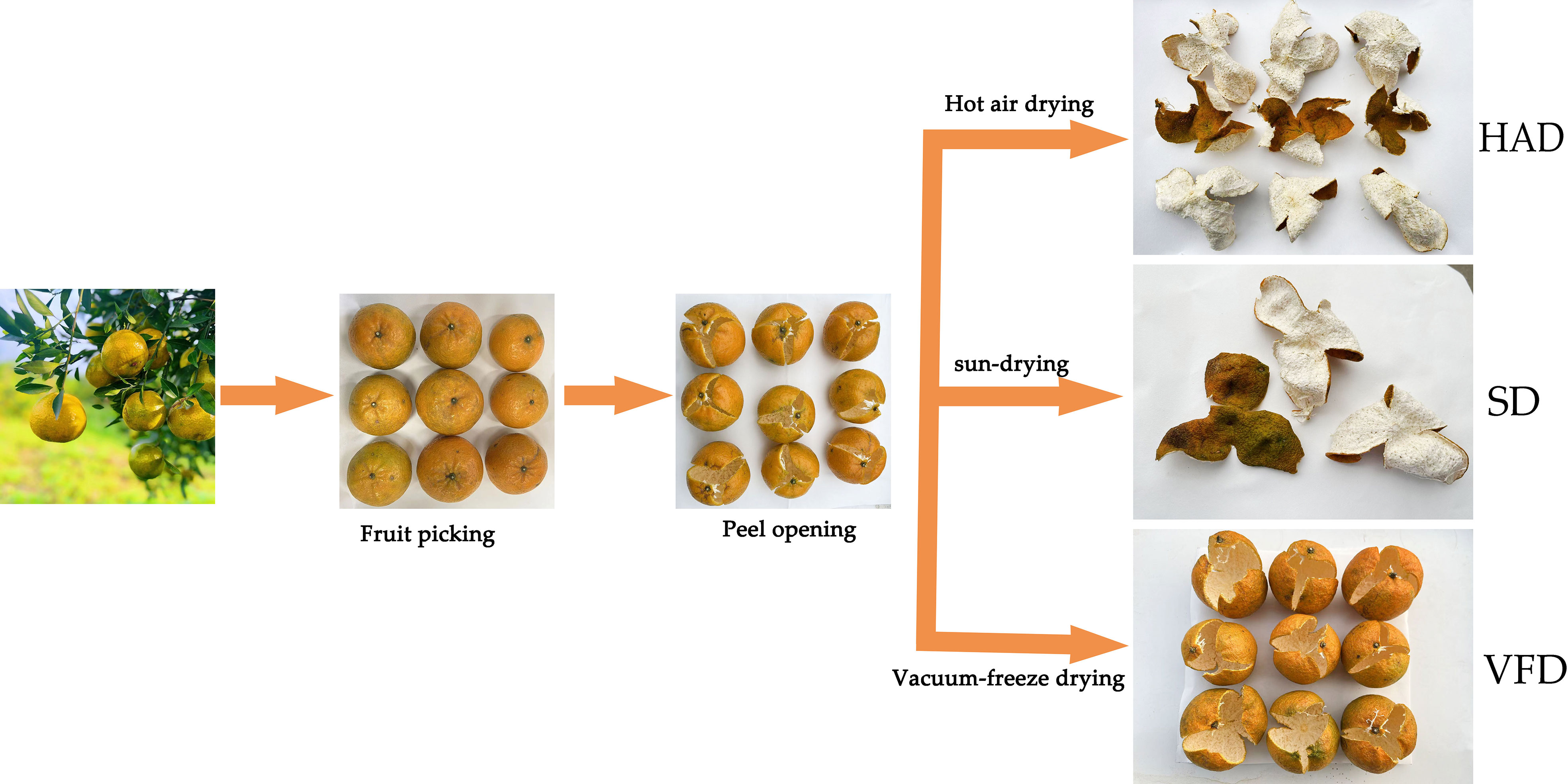
Différentes méthodes de séchage de Citrus reticulata ′Chachi′

### Vieillissement
Il a été montré en 2024 que le vieillissement du chenpi de mandarine 'Chachi' améliore sa qualité : les polyphénols totaux, les flavonoïdes totaux et cinq PMFs (sinensétine, 4',5,7,8-tétraméthoxyflavone, nobilétine, tangerétine et 5- O -desméthyl nobilétine) augmentent avec le vieillissement alors que la teneur en hespéridine diminue. Les micro flore de bactéries et de champignons sont significativement différentes. Le niveau de métabolites augmente jusqu'à 3 à 10 ans puis diminue après 15 à 30 ans.

### Emploi
La séparation de l'écorce du fruit a été mécanisée. L'usage est d'inciser le péricarpe en 3 autour du pédoncule avant séchage . 3 méthodes de séchages sont citées : séchage à l'air chaud, séchage au soleil, lyophilisation sous vide. Cette dernière méthode est recommandée pour préserver la richesse en composés. Coupée en fines lanières ou en gros morceaux l'écorce séchée est préparée en infusion parfois en mélange avec du thé. Réduite en poudre elle est utilisée comme condiment. 
Il est réputé antitumoral, antioxydant et anti-neuro-inflammatoire. Comme condiment il rehausser l'arôme et l'umami dans les plats chinois. 

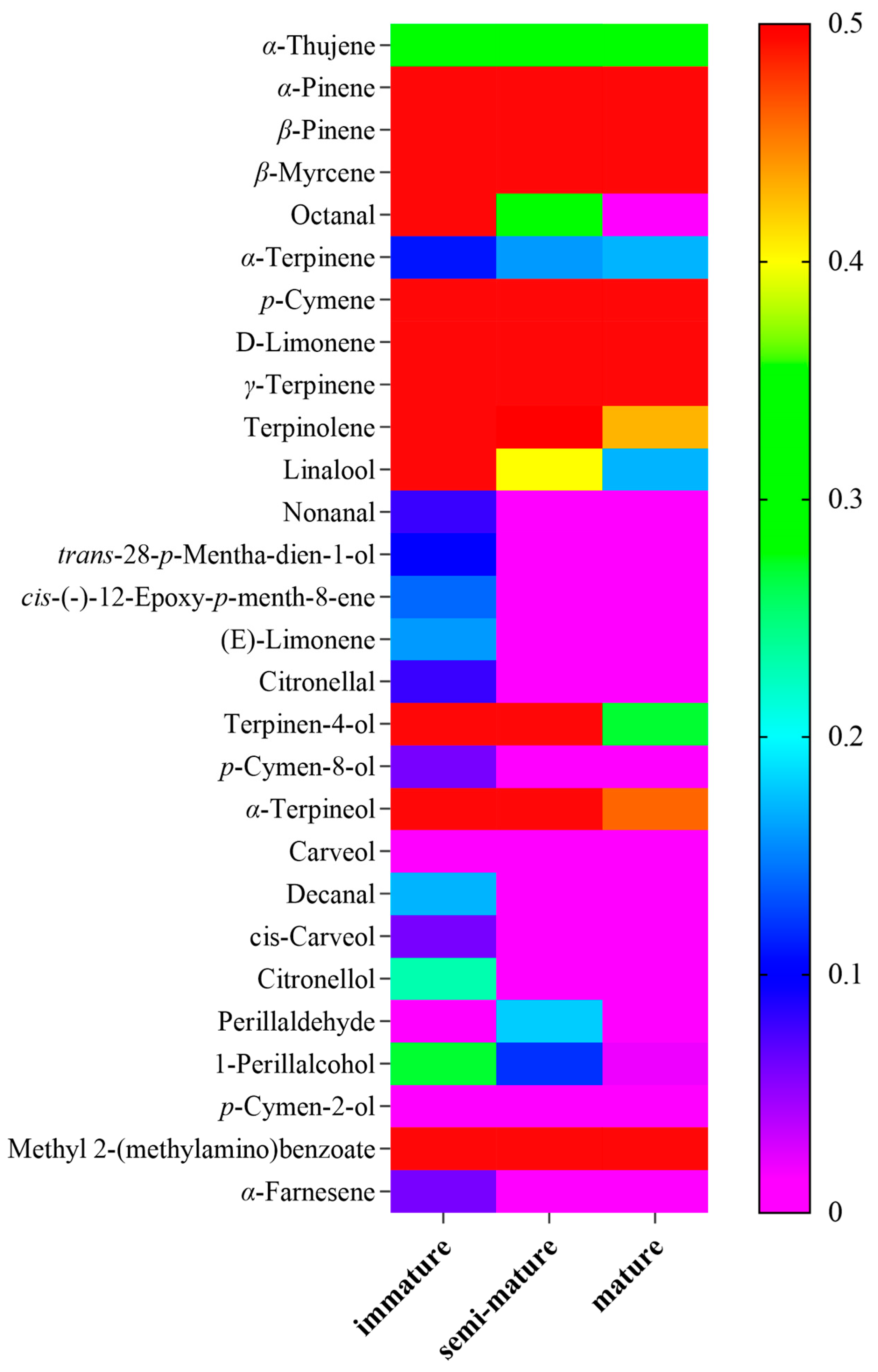
Abondance relative des composants dans l’huile essentielle de mandarine Chachi

### Composés aromatiques - huile essentielle
Il convient là aussi de prendre en compte la date de récolte, l'huile essentielle acquiert un note fruitée en fin de saison (octobre-novembre). 12 composés aromatiques sont présents quelle que soit la date de récolte : le 2-propanethiol, le 1-penten-3-ol, l'alcool isopentylique, le linalol M, le 2-méthyl-2-propénal, le 2-méthylbutanal M/D, l'α-pinène M/D, le β-pinène M/D, le myrcène M/D, le limonène M/D/T.
La teneur en D-limonène évoluent de 62,35 % (fruit vert), 76,72 % (semi maturité) à 73,15 % (maturité) et celle du γ-terpinène de 14,26 %, 11,04 % à 11,27 %.  Le méthyl 2-aminobenzoate est un composant caractéristique avec respectivement de 4,95 %, 1,93 % et 2,15 %. Le stade immature contient la plus grande diversité d'aromatiques. 
L'huile essentielle de C. reticulata 'Chachi' a, comme de nombreuses huiles essentielles de mandarine, une activité larvicide contre Aedes albopictus avec une dose létale de l'ordre de 65 mg/l.